# Huibertus van der Veen
Huibertus van der Veen (Ter Aar, 15 mei 1893 - Lopik, 18 mei 1969) was een Nederlands evangelist, politicus en verzetsstrijder. 

## Biografie
Huibertus van der Veen werd geboren als zoon van een arbeider in het Zuid-Hollandse Ter Aar. In 1915 stond hij bij zijn inschrijving in Vlissingen geregistreerd als tuinier, twee jaar later verhuisde hij naar Alphen aan den Rijn. In 1924 trouwde hij in Ter Aar met de aldaar geboren Wilhelmina Snijders, dochter van de veldwachter; hij stond toen geregistreerd als godsdienstonderwijzer.
Van 1924 tot zijn emeritaat in 1962 was Van der Veen als evangelist en godsdienstonderwijzer verbonden aan de Julianakapel in Oude Pekela en stichtte in die periode ook de Nederlands hervormde evangelisatie in Kibbelgaarn. Onder zijn leiding groeide de gemeente in Pekela en werd het kerkgebouw uitgebreid. Vanaf 1931 had hij namens de Christelijk-Historische Unie zitting in de gemeenteraad van Oude Pekela.
Tijdens de Tweede Wereldoorlog was Van der Veen als hoofdcommandant van de verzetsbeweging Westerwolde en Oldambt actief betrokken binnen het plaatselijk verzet. In december 1940 richtte hij de Ordedienst Oostelijk Groningen op en later was hij leider binnen de L.O., de Landelijke Organisatie voor Hulp aan Onderduikers. Hij zette zich in als arts en gebruikte onder meer de schuilnaam R.C.M. van Heeswijk. Na diverse huiszoekingen waarbij hij niet thuis was dook Van der Veen in 1944 onder in Goudriaan bij R.D.C.M. van Slijpe, een bevriend burgemeester, en vervolgde van daaruit zijn verzet. Na de oorlog werd hij voorzitter van de plaatselijke Stichting 1940-1945, de stichting Nederlands Volksherstel en was hij lid van de Gemeenschap Oud Illegale Werkers Nederland (G.O.I.W.) en de Oorlogsgravenstichting. Gedurende de oorlog woonde hij in de pastorie naast de Julianakapel en aan de Albionkade. 
Van 1945 tot 1961 was Van der Veen wethouder en locoburgemeester van Oude Pekela. In 1956 werd hij vanwege zijn 25-jarig lidmaatschap van de gemeenteraad gehuldigd met de gemeentelijke erepenning. Na zijn emeritaat verhuisde hij naar Jaarsveld te Lopik, alwaar hij op 76-jarige leeftijd overleed; hij ligt begraven op de begraafplaats van de Nederlands Hervormde kerk aan de Dorpsstraat aldaar.